# 特維爾扎
49°48′2″N 23°13′58″E / 49.80056°N 23.23278°E
特維爾扎（烏克蘭語：Твіржа），是烏克蘭西部的村莊，隸屬利維夫州的亞沃里夫區。該村始建於1572年，面積1.69平方公里，海拔高度207米，2001年人口645。